# Nicoletta Deponti
Nicoletta Deponti (Treviglio, 15 settembre 1960) è una conduttrice radiofonica, conduttrice televisiva e giornalista italiana.

## Biografia
Inizia la sua attività radiofonica appena sedicenne a Radio Peter Flowers, a Milano, in un programma di dediche degli ascoltatori, e nel 180 conduce il programma Obiettivo donna insieme a Carlo Massarini. Contemporaneamente scrive su vari giornali locali.
Dal 1987 lavora come autrice, conduttrice in canali quali Match Music e Odeon TV, sempre in qualità di autrice e conduttrice.
Nel 1990 è speaker per il network radiofonico nazionale RTL 102.5, dove fu una delle prime dj donne a livello nazionale.
Nel 1993 vince il Gran Premio della Radio, e successivamente si aggiudicherà tre volte il Telegatto.
Dal 2002 conduce il programma Password, che va in onda nella fascia pomeridiana, dove nel corso degli anni è stata affiancata da Angelo Baiguini, Luigi Pelazza, Mauro Coruzzi e, dal 2019 da Cecilia Songini.
Sempre per RTL 102.5, è la voce del Festival di Sanremo.
Il 14 luglio 2024, dopo 24 anni insieme, sposa a Varigotti (SV) l'imprenditore Massino Levantini.

## Programmi radiofonici
- Obiettivo donna - (Radio Peter Flowers)
- Onorevole Dj - (RTL 102.5, 2009-2010)
- Protagonisti -  (RTL 102.5, 2013-2014)
- Suite 102.5 - (RTL 102.5, 2005-2007)
- Password -  (RTL 102.5, 2002-presente)